# Zethes nemea
Zethes nemea är en fjärilsart som beskrevs av Brandt 1938. Zethes nemea ingår i släktet Zethes och familjen nattflyn. Inga underarter finns listade i Catalogue of Life.